# Gle Sadeu
Gle Sadeu är en kulle i Indonesien.   Den ligger i provinsen Aceh, i den västra delen av landet, 1 800 km nordväst om huvudstaden Jakarta. Toppen på Gle Sadeu är 198 meter över havet, eller 107 meter över den omgivande terrängen. Bredden vid basen är 1,3 km.
Terrängen runt Gle Sadeu är kuperad åt nordost, men åt sydväst är den platt.Runt Gle Sadeu är det glesbefolkat, med 18 invånare per kvadratkilometer. I omgivningarna runt Gle Sadeu växer i huvudsak städsegrön lövskog.